# Erwin Sparendam
Erwin Sparendam (Paramaribo, 14 de enero de 1934-Utrecht, 20 de septiembre de 2014) fue un futbolista surinamés nacionalizado también neerlandés que jugaba en la demarcación de defensa.

## Biografía
Debutó como futbolista en 1956 con el SV Robinhood, llegando a ganar la Hoofdklasse por delante del SV Voorwaarts. Un año después fichó por el FC Blauw-Wit Amsterdam neerlandés a manos del entrenador Cor Sluyk. Jugó en el club hasta 1961, momento en el que fichó por el USV Elinkwijk para las siete temporadas siguientes. En 1968 volvió al FC Blauw-Wit Amsterdam, esta vez con Henk Wullems como entrenador. Jugó en el club hasta 1974, año en el que se retiró como futbolista.
Falleció el 20 de septiembre de 2014 a los 80 años de edad en Utrecht.

## Selección nacional
Jugó un partido con la selección de fútbol de Surinam, en calidad de amistoso en 1961.

## Clubes
| Club                   | País         | Año         |
| ---------------------- | ------------ | ----------- |
| SV Robinhood           | Surinam      | 1956        |
| FC Blauw-Wit Amsterdam | Países Bajos | 1957 - 1961 |
| USV Elinkwijk          | Países Bajos | 1961 - 1968 |
| FC Blauw-Wit Amsterdam | Países Bajos | 1968 - 1974 |

## Palmarés

### Campeonatos nacionales
| Título      | Club         | País    | Año  |
| ----------- | ------------ | ------- | ---- |
| Hoofdklasse | SV Robinhood | Surinam | 1956 |